# Bipes canaliculatus
Bipes canaliculatus är en ödleart som beskrevs av  Pierre Joseph Bonnaterre 1789. Bipes canaliculatus ingår i släktet Bipes och familjen masködlor. IUCN kategoriserar arten globalt som livskraftig.
Arten förekommer i sydvästra Mexiko. Den lever i mera torra skogar och besöker troligen odlade områden.

## Underarter
Arten delas in i följande underarter:
- B. c. canaliculatus
- B. c. multiannulatus